# Telegrams
Benjamin Britten componeerde Telegrams in juli 1935.
De muziek is geschreven voor een korte documentaire/reclamefilm van GPO Film Unit die Telegrams of Telegram Abstract heette. De film werd in 1935 opgenomen maar werd pas in 1939 verspreid onder de naam Sixpenny telegram/"6d Telegram" (6d staat voor zes pennies). Britten was toen al geen staflid meer van GPO. Het stuk geeft de morsecodes weer en lijkt erg op een andere soundtrack, ook voor GPO en ook met als onderwerp Telegrammen: C.T.O.: The story of the Central Telegram Office.
De compositie van 2:30 minuten is geschreven voor jongenskoor en ensemble. Tekst is waarschijnlijk van W.H. Auden.
De muziek werd voor het eerst gespeeld tijdens de opnamen op 20 juli 1935, maar de opnamen waren dermate slecht dat er in oktober van dat jaar opnieuw opnamen werden gemaakt. Tijd hed men genoeg; de film was pas in 1939 te zien.
Benodigde music:
- jongenskoor
- 1 dwarsfluit, 1 hobo, 1 klarinet
- 1 man/vrouw percussie voor glockenspiel, xylofoon, triangel, bekkens, kleine trom,  piano

## Discografie
- Uitgave NMC Recordings: Martin Brabbins dirigeert het Birmingham Contemporary Music Group